# Dave Kushner
Dave Kushner, född 16 november 1965 i Los Angeles, Kalifornien, är en amerikansk musiker och kompgitarrist i hårdrockbandet Velvet Revolver. Han har tidigare spelat i Wasted Youth, Infectious Grooves, Electric Love Hogs, Cyco Miko, Zilch och Loaded och spelar både gitarr och basgitarr.
Kushner spelar ofta på Fernandes-gitarrer och har en egen signaturmodell där.

## Diskografi

### Med Velvet Revolver
Studioalbum
- 2004 – Contraband
- 2007 – Libertad

EP
- 2007 – Melody and the Tyranny

Singlar på Billboard Hot 100
- 2004 – "Slither" (#56)
- 2004 – "Fall to Pieces"
- 2007 – "She Builds Quick Machines"

### Med andra artister (urval)
- 1988 – Black Daze (med Wasted Youth)
- 1991 – The Plague That Makes Your Booty Move...It's the Infectious Grooves (med Infectious Grooves)
- 1992 – Electric Love Hogs (med Electric Love Hogs)
- 1996 – Lost My Brain! (Once Again) (med Cyco Miko)
- 1997 – Friends & Family, Vol. 1 (med div. artister (Cyco Miko))
- 2001 – Skyjin (med Zilch)
- 2010 – Hisss Soundtrack (med Shruti Haasan)
- 2013 – PusherJones (med PusherJones)